# União das Freguesias de Real, Dume e Semelhe
Die União das Freguesias de Real, Dume e Semelhe ist eine portugiesische Gemeinde (Freguesia) im Kreis (Concelho) Braga, Distrikt Braga, im Nordwesten Portugals.

## Geschichte
Die Gemeinde entstand im Zuge der Gebietsreform vom 29. September 2013 durch die Zusammenlegung der ehemaligen Gemeinden Real, Dume und Semelhe.
Real wurde Sitz der neuen Verwaltung.

## Demographie

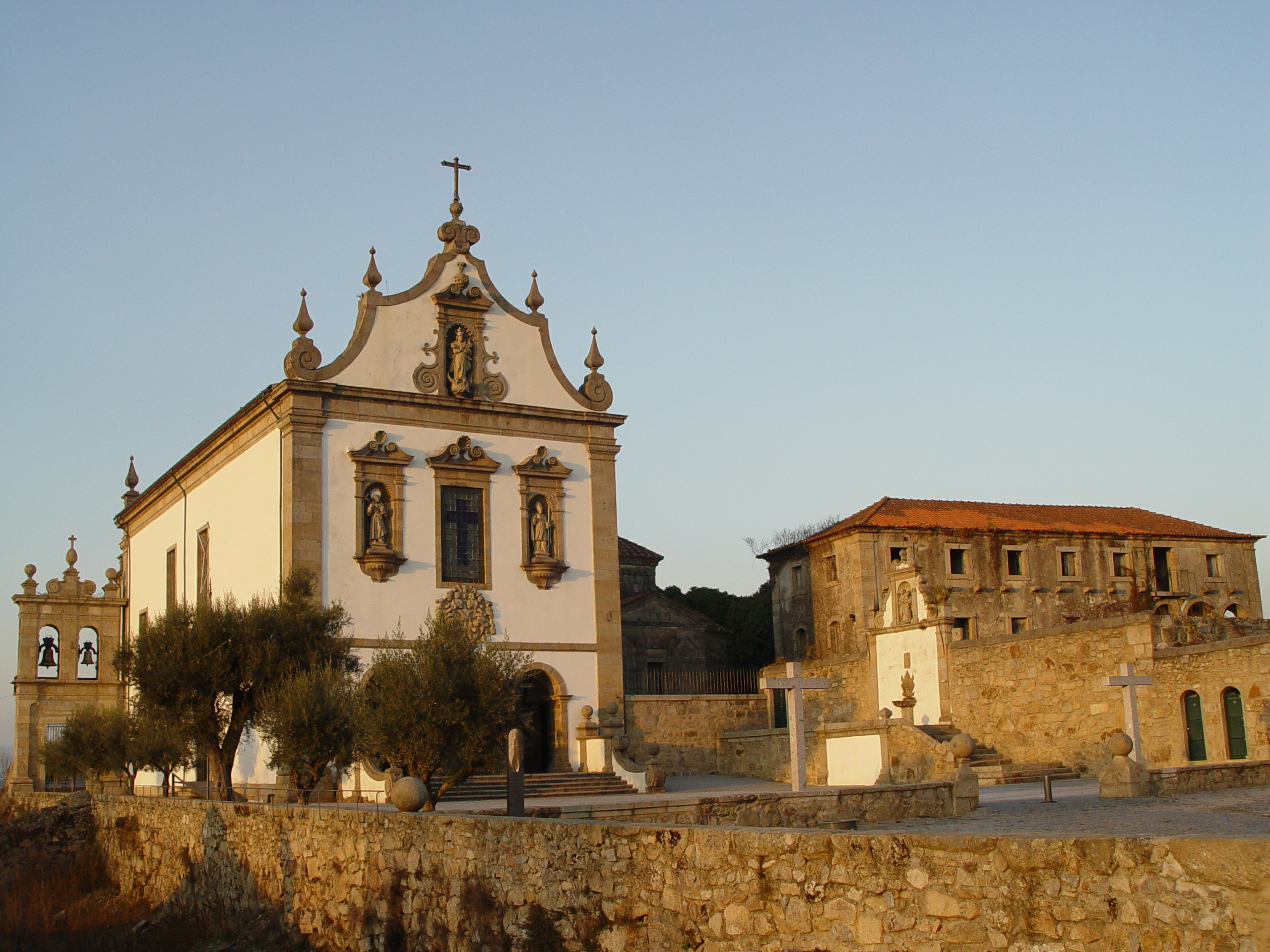
Kirche São Francisco und Kapelle São Frutuoso de Montélios in Real

| Freguesia | Freguesia            | Freguesia | Freguesia       | ehemalige Freguesias | ehemalige Freguesias | ehemalige Freguesias | ehemalige Freguesias |
| --------- | -------------------- | --------- | --------------- | -------------------- | -------------------- | -------------------- | -------------------- |
| Wappen    | Freguesia            | Einwohner | Fläche in (km²) | Wappen               | Freguesia            | Einwohner            | Fläche in (km²)      |
|           | Real, Dume e Semelhe | 13682     | 8,47            |                      | Real                 | 7653                 | 1,51                 |
|           | Real, Dume e Semelhe | 13682     | 8,47            | Dume                 | 3251                 | 3,93                 |                      |
|           | Real, Dume e Semelhe | 13682     | 8,47            | Semelhe              | 782                  | 3,02                 |                      |